# الکساندراو، بخش پرزاسنیس
الکساندراو، بخش پرزاسنیس (به لاتین: Aleksandrowo, Przasnysz County) یک منطقهٔ مسکونی در لهستان است که در Gmina Chorzele واقع شده‌است.